# Yuya Hashiuchi
Yuya Hashiuchi (født 13. juli 1987) er en japansk fodboldspiller, som spiller for den japanske fodboldklub Matsumoto Yamaga FC.